# Cordignano
Cordignano (velenceiül San Casan del Mesch) település Olaszországban, Veneto régióban, Treviso megyében. Lakosainak száma 6883 fő (2023. január 1.). Cordignano Caneva, Cappella Maggiore, Colle Umberto, Fregona, Gaiarine, Godega di Sant'Urbano, Orsago, Sacile és Sarmede községekkel határos.

## Népesség
A település népességének változása:
| Lakosok száma | 7020 | 7024 | 6883 |
|               | 2017 | 2018 | 2023 |